# Lasset (Hers-Vif)
Pour les articles homonymes, voir Lasset.
Le Lasset ou Ruisseau de Saint-Nicolas est un torrent français qui coule dans les Pyrénées ariégeoises. C'est un affluent de l'Hers-Vif en rive gauche, donc un sous-affluent de la Garonne par l'Hers-Vif, puis par l'Ariège.

## Géographie
De 13,6 km de longueur, le Lasset prend sa source à 1 971 mètres d'altitude à l'étang du Diable, au pied du pic de Soularac (2 368 m) et du Pic de Saint-Barthélemy (2 348 m) sur la commune de Montségur, dans le massif de Tabe. Il rejoint l'Hers-Vif en rive gauche à Fougax-et-Barrineuf (Ariège) vers 550 mètres d'altitude sous le nom de Ruisseau de Saint-Nicolas.

## Communes traversées
- Ariège : Montségur, Montferrier, Bénaix, Fougax-et-Barrineuf.

## Principaux affluents
- Ruisseau de Font Frède : 3,4 km
- Ruisseau du Seuillol : 1,9 km
- Ruisseau de la Débaillade : 2,9 km

## Hydrologie
Le Lasset présente des pertes karstiques à l'amont immédiat de la gorge du Caroulet, située à l'aplomb du rocher portant le château de Montségur. Les eaux reparaissent à la sortie des gorges 5 kilomètres plus loin, au hameau des Contes, par une résurgence située en rive droite au pied du versant. Elles rejoignent aussitôt le lit du Lasset qui parcourt encore 2 kilomètres avant de rejoindre l'Hers au pied du bois de Montaut.
Ayant un bassin versant à l'altitude élevée, donc bien arrosé et enneigé et ne subissant pas de pertes karstiques définitives (tout le débit parvient au confluent), le débit spécifique du Lasset doit se situer à une valeur de l'ordre de 25 à 30 l/s/km2, comme c'est le cas pour les cours d'eau similaires de cette partie des Pyrénées. Ceci donne un module de l'ordre de 0,75 à 0,90 m3/s soit 0,82 m3/s si on fait la moyenne de ces extrêmes, pour une surface de bassin de l'ordre de 30 km2. Or, à Fougax, juste à l'aval du confluent du Lasset, le module de l'Hers déduit des mesures effectuées de 1920 à 1940 atteint 1,43 m3/s pour 126 km2 de bassin. L'Hers en amont du confluent ne roulerait donc que 0,60 m3/s: comme on pouvait déjà le supposer par un simple coup d'œil sur les 2 cours d'eau à leur confluent, l'affluent (le Lasset) débite donc plus d'eau que la rivière principale (l'Hers.) Ceci n'est pas étonnant outre mesure car sur 96 km2 du bassin de l'Hers avant le confluent, 67 km2 voient leurs écoulements détournés par la source de Fontestorbes. Le bassin "réel" de l'Hers avant le Lasset ne fait donc que 29 km2 environ soit autant que celui du Lasset. Mais il présente une altitude et une pluviométrie inférieures. Le module l'est donc aussi mais il représente tout de même 20 l/s/km2, valeur encore respectable. Cette dissymétrie entre les 2 cours d'eau n'est peut-être pas étrangère au fait que le Lasset soit considéré sur la carte de Cassini comme l'Hers lui-même, information reprise par certains auteurs jusqu'au début du XXe siècle. Sur la même carte de Cassini l'Hers, avant le confluent, était alors appelé « ruisseau de la Frau » en référence aux gorges de la Frau qu'il traverse juste en amont.